# تحصن شاه‌عبدالعظیم
در  ۳ اردیبهشت تا ۱۰ اردیبهشت ۱۲۸۴ خورشیدی و در آستانه سفر مظفرالدین شاه به اروپا، بازرگانان در شاه عبدالعظیم متحصن و خواستار لغو تعرفه جدید گمرکی، از میان رفتن تبعیض در گرفتن حقوق گمرکی از مسلمان‌ها و برکناری ژوزف نوز مستشار مالی بلژیکی دولت ایران شدند.

## پیش زمینه
نارضایتی بازرگانان از وضع نابسامان اقتصادی زمینه‌ساز تحصن بود. آن‌ها از تعرفه‌های گمرکی جدید که توسط مسیو نوز وضع شده بود اعتراض داشتند و خواهان برکناری او بودند. ضمن اینکه معتقد بودند ماموران گمرک بیش از اندازه از آن‌ها تعرفه می‌گیرند و بین بازرگانان ایرانی و خارجی و بازرگانان مسلمان و غیرمسلمان تفاوت می‌گذارند. بازرگانان قبلاً هم به عین‌الدوله صدراعظم شکایت کرده بودند اما نتیجه‌ای نداشت. پیش از تحصن توسط میرزا جوادخان سعدالدوله نامه‌ای با امضاهای زیاد در شکایت از کوتاهی‌های بلژیکی‌ها به عین‌الدوله دادند. برای رسیدگی به شکایت تجار جلسه ای با حضور عین‌الدوله، سعدالدوله، وزیر مخصوص، علاءالملک، دبیر حضور، گروهی از رجال دربار و هفت نفر از تجار و ژوزف نوز تشکیل شد. بازرگانان با دلیل اثبات کردند که بیش از حقوق تعیین شده از آن‌ها گمرک گرفته‌اند. ژوزف نوز پس از اثبات ادعای بازرگانان به آن‌ها فحش داد، با این عمل جلسه بدون نتیجه‌ای پایان یافت. پس از آن بازرگانان تصمیم گرفتند در شاه عبدالعظیم متحصن شوند.
در تحریک بازرگانان به تحصن، عوامل دیگری هم مؤثر بودند. مخالفت سید عبدالله بهبهانی با عین‌الدوله از جمله این عوامل است. آیت‌الله بهبهانی که از آغاز محرم به بهانه مخالفت با نوز به مقابله با عین‌الدوله برخاسته بود، او به دیدار متحصنین رفت و با آن‌ها صحبت کرد. برخی از سران بازرگانان نیز با سید محمد طباطبایی در ارتباط بودند. ناظم‌الاسلام کرمانی در تاریخ بیداری ایرانیان نوشته که محمد اسماعیل مغازه‌ای و و حاجی علی شالفروش پیش از تحصن به خانه طباطبایی آمده و از او اجازه گرفته‌اند.
همچنین هواخواهان میرزا علی‌اصغر خان اتابک که برای بازگرداندن او به قدرت تلاش می‌کردند نیز از جمله تحریک‌کنندگان تجار بودند. از عوامل مؤثر دیگر در این واقعه حاجی ملک‌التجار و محمدعلی میرزا ولیعهد را نام برده‌اند که به دلیل عداوتشان با عین‌الدوله، تجار را تحریک کرده‌اند. سعدالدوله نیز به دلیل دشمنی با نوز از عوامل خط دهنده به تجار بود. عامل دیگر انگلیس‌ها بودند که از قرارداد جدید گمرکی ایران و روسیه متضرر می‌شدند. در نتیجه خواستار عزل نوز عامل عقد قرارداد با روسیه، و لغو تعرفة جدید گمرکی بودند. گروهی انگلیسی‌ها را عامل اصلی حرکت تجار دانسته‌اند.

## روزشمار
تحصن تجار هشت روز به طول انجامید طی این مدت از طرف دولت برای بازگرداندن بازرگانان به شهر تلاش‌هایی صورت گرفت. روز دوم تحصن سعدالدوله وزیر تجارت و سعیدالسلطنه وزیر نظمیه از طرف عین‌الدوله نزد بازرگانان رفتند و وعده دادند که به سخنان آن‌ها رسیدگی می‌شود و از بازرگانان خواستد به شهر بازگردند اما آن‌ها نپذیرفتند. علاءالملک وزیر علوم هم به ملاقات تجار رفت و توانست حاج محمداسمعیل مغازه‌ای را راضی کند که به تهران بازگردد. اما تجارِ دیگر مانع حرکت آن‌ها به تهران شدند. روز ۲۲ صفر عین‌الدوله به اسم زیارت به شاه عبدالعظیم رفت و خواهان ملاقات تجار شد ولی آیشان حاضر به ملاقات با او نشدند. در روز ۲۳ صفر شایع شد که در تهران بلوا خواهد شد. دولت تعداد ماموران را افزایش داد. سرانجام در ۲۴ صفر با وساطت محمدعلی میرزا ولیعهد، تجار قبول کردند به تحصن پایان دهند.

## نتیجه
طبق گفتگوهای به عمل آمده قرار شد نوز با اختیارات محدود بر سر کار باقی بماند و مجلسی از تجار به ریاست سعدالدوله بر کار او نظارت کنند. همچنین در گمرکخانه هر شهر نماینده ای از تجار حاضر باشند که بدون اطلاع و امضای آن نماینده، مامورین گمرک حق دریافت حقوق گمرکی نداشته باشند. تجار با اتکا به وعدة محمدعلی میرزا ولیعهد در مورد رسیدگی به خواسته‌هایشان پس از بازگشت شاه از سفر، به تحصن خاتمه دادند و به شهر بازگشتند. سعدالدوله و سید عبدالله بهبهانی با خاتمه تحصن مخالف بودند. سید عبدالله معتقد بود تجار را فریب داده‌اند.